# Bettina Oberli
Bettina Oberli (* 6. November 1972 in Interlaken) ist eine Schweizer Filmregisseurin und Drehbuchautorin.

## Leben und Wirken
Bettina Oberli ist in Samoa und Meiringen aufgewachsen, absolvierte das Lehrerseminar in Bern und studierte von 1995 bis 2000 an der Hochschule für Gestaltung und Kunst Zürich im Studienbereich Film/Video. 2000 machte sie ihr HGKZ-Diplom als Filmregisseurin. Darauf folgten diverse Assistenzen in New York und Berlin. Ihr erfolgreichster Film bisher war Die Herbstzeitlosen (2006). Die kurzen und langen Spielfilme wurden auf Festivals auf der ganzen Welt gezeigt und waren in verschiedenen Ländern im Kino zu sehen. Daneben dreht Bettina Oberli auch Musikvideos und Kurzfilme. Im April 2013 zeigte sie am Theater Basel mit «Anna Karenina» ihre erste Bühnen-Inszenierung.

## Filmografie (Auswahl)

### Kino
- 2000: Supernova (Kurzfilm; Drehbuch, Regie)
- 2002: Ibiza (Kurzfilm; Drehbuch, Regie)
- 2004: Im Nordwind (Drehbuch, Regie)
- 2006: Die Herbstzeitlosen (Drehbuch, Regie)
- 2009: Tannöd (Drehbuch, Regie)
- 2012: Déposer les enfants (Co-Drehbuch, Co-Regie mit Antoine Jaccoud)
- 2013: Lovely Louise (Drehbuch, Regie)
- 2017: Private Banking (zweiteiliger Fernsehfilm: Regie, Drehbuch)
- 2018: Le vent tourne (Co-Drehbuch, Regie)
- 2020: Wanda, mein Wunder (Drehbuch, Regie)

### TV
Falls nicht anders gekennzeichnet handelt es sich um Serien.
- 2017: Private Banking (TV-Zweiteiler)[1]
- 2022: Emma lügt[2]
- 2023: 37 Sekunden[3]
- 2024: Neumatt[4]

## Auszeichnungen
- 2001: Nominierung für den Max Ophüls Preis in der Kategorie «Bester Kurzfilm» für Supernova
- 2001: Prix Suissimage für den besten Schweizer Nachwuchsfilm für Supernova
- 2002: Gewinner des Preises für Kinderkurzfilme bei den Oberhausener Kurzfilmtagen für Ibiza
- 2004: Nominierung für den Zabaltegi-Nachwuchspreis am Filmfestival San Sebastian
- 2005: Nominierung für den Schweizer Filmpreis in der Kategorie «Bester Spielfilm» für Im Nordwind
- 2005: Regiepreis am Filmkunstfest Schwerin für Im Nordwind
- 2005: Zürcher Filmpreis für Im Nordwind
- 2006: Preis der Ökumenischen Jury am Filmfestival Setubal (Portugal) für Die Herbstzeitlosen
- 2007: Prix Walo für Die Herbstzeitlosen – Bester Film, beste Schauspielerin
- 2010: Nominierung für den Schweizer Filmpreis in der Kategorie «Bester Spielfilm» für Tannöd
- 2010: Spezialpreis der Jury des Schweizer Filmpreises für die Kameraarbeit an Stéphane Kuthy für Tannöd
- 2010: Zürcher Filmpreis für Tannöd
- 2013: Nominierung für den Schweizer Filmpreis in der Kategorie «Bester Kurzfilm» für Déposer les enfants
- 2014: Nominierung für den Schweizer Filmpreis in der Kategorie «Beste Filmmusik» für Lovely Louise
- 2018: «Beste Hauptdarstellerin» und «Beste Nebendarstellerin» beim Schweizer Fernsehfilmpreis für Private Banking